# Heinz-Herbert Karry
 (avril 2018).
Si vous disposez d'ouvrages ou d'articles de référence ou si vous connaissez des sites web de qualité traitant du thème abordé ici, merci de compléter l'article en donnant les références utiles à sa vérifiabilité et en les liant à la section « Notes et références ».
Heinz-Herbert Karry, né le 6 mars 1920 à Francfort et mort le 11 mai 1981 assassiné à Francfort, est un politicien allemand (FDA). Après son assassinat, une lettre de confession a été trouvée provenant du groupe terroriste Revolutionäre Zellen.